# アレンタウン (曲)
アレンタウン（Allentown）は、ビリー・ジョエルの楽曲。

## 解説
1982年のアルバム『ナイロン・カーテン』から「プレッシャー」に続く先行シングルとして発売され、全米17位を記録した。
不景気に悩む街に暮らしながらも希望を持って暮らしていこうという決意が歌詞に込められている。タイトルのアレンタウンは実在するペンシルベニア州の街で、第二次世界大戦後に急速に発達した、アメリカの工業都市｡
1987年のソ連ツアーでも披露されている。このライブの模様はライブアルバム『コンツェルト』に収録されている｡